# Hargosari (Tanjungsari)
Hargosari is een bestuurslaag in het regentschap Gunung Kidul van de provincie Jogjakarta, Indonesië. Hargosari telt 4937 inwoners (volkstelling 2010).